# バウムガルト (ピアノ)
バウムガルト（Baumgardt）は、スウェーデン・リンシェーピングにかつて存在しピアノ製造会社である。1871年にJohan Otto BaumgardtとAdolf Tenggrenによって創業された。総計約1万1千台のピアノが生産された。リンシェーピングでのピアノ生産は1968年に終了し、その後はまずアルヴィーカのエストリンド&アルムクィストで、次にフィンランドのファッツェルでピアノが生産された。ファッツェルでのBaumgardtピアノの生産は1974年に終わった。